# Pudú
Pudú är en kulle i Antarktis. Den ligger i Sydshetlandsöarna. Argentina, Chile och Storbritannien gör anspråk på området.
Terrängen runt Pudú är huvudsakligen kuperad, men den allra närmaste omgivningen är varierad. Havet är nära Pudú norrut. Trakten är obefolkad. Det finns inga samhällen i närheten. 